# 尖吻白鮭
尖吻白鮭，為輻鰭魚綱鮭形目鮭科的一種，原分布於東北大西洋區，包括從愛爾蘭至荷蘭、德國、波羅的海諸國皆有分布，已絕種。主要生活於河口或潟湖的半鹹水或淡水水域，繁殖期會溯河，屬肉食性，其最明顯的特徵是具有突出的吻部，體長可達50公分。本種最後的紀錄是在1940年。